# Mercè Bonell
Mercè Bonell, är en andorransk politiker. 
Hon är en pionjär i sin egenskap av kvinnlig politiker i Andorra. Hon var medlem i Andorras liberala parti. År 1970 fick kvinnor rösträtt i Andorra och 1973 blev de valbara, och Mercè Bonell blev 1984 den första kvinnan i Andorras generalråd (motsvarigheten till parlamentet).   Hon blev rådsmedlem då hon utsågs som ersättare till en sittande rådsmedlem, och blev därmed inte vald. Hon satt i generalrådet 1984-1986.  